# Horváth Gergely Domonkos
Horváth Gergely Domonkos (1962–) magyar gépészmérnök, mérnök-közgazdász, MBA, nagy vállalatok menedzsere.

## Tanulmányai
A Budapesti Műszaki Egyetemen 1986-ban szerzett gépészmérnöki diplomát, majd a Corvinus (MKKE) mérnök-közgazdász (1991) képzését követően az IMC első part-time évfolyamának hallgatójaként a Pittsburgh-i Egyetem Katz Graduate School of Business-en MBA cimet (1994). Sikeres BÉT bróker vizsgát 1998-ban tett.

## Életpályája
A bankszektorban 1987-ben az Ipari Fejlesztési Bankban kezdett dolgozni, 1993-ban már a Merkantil Bank általános vezérigazgató-helyettese. Nevéhez köthető a zero-coupon bond-os részletvásárlási autófinanszírozás, a mobil pénztárjegy, és Magyarország talán máig egyetlen szintetikus kamatswap ügylete (másik oldal: OTP Alapkezelő - Pohner Anikó).
1997-től 2003-ig a KELER (Központi Elszámolóház és Értéktár) vezetője, ahol a sikeres IT fejlesztéseik 2001-ben az amerikai EAI Journal “Az év integrációs (middleware) megoldása 2000” díját nyerték el. Vezetése alatt a KELER tőkéje a felhalmozott nyereségből 2,5 Mrd-ról 12,5 Mrd-ra emelkedett. Ezen időszak alatt a CEECSDA főtitkára (1998-2003), az AFM (2000-1) elnöke, az EACH (1998-2003) vezető testületének tagja.
2003-2004-ben a Budapest Bank vállalati üzletágért felelős vezérigazgató-helyettese, 2005-ben tanácsadó, többek között a MICEX elszámolóházi fejlesztési (CCP) projektjében vesz részt. 2006-2008 között a Betonút Zrt. vezérigazgatója, ahol  a csökkenő iparági trenddel együtt a cégcsoport forgalma is jelentősen zsugorodott (125-ről 35 Mrd-ra). Ezt követően ismét tanácsadóként dolgozik, 2009-ben interim managementként a HÉROSZ Zrt. gazdasági vezérigazgató-helyettese.
A 2010-es kormányváltást követően az MNV Zrt. (Magyar Nemzeti Vagyonkezelő Zrt.) vezérigazgatójának és Igazgatósági tagjának nevezték ki. 
A közlekedési holding létrehozása céljából Lantos Csaba mellett - aki a KELER-ben is elnöke volt - a MÁV Igazgatósági tagja lett (2010-2012), majd a Kalmár István távozását követően a Magyar Posta elnöki (2010-2013) posztját vállalta el. Később a Richter Gedeon Nyrt. igazgatósági tagjának (2011-) és az Aeroplex Kft. FB elnökének (2012) választják meg.  
Az MNV vezérigazgatójaként a vállalati portfólió átszervezésével, és a közös beszerzés felállításával 10 milliárd forint feletti költségmegtakarítást ért el, a Rába részvények felvásárlása és az amerikai nagykövetség építkezése a legsikeresebb projektek közé sorolható, míg az ingatlangazdálkodás és a közösségi közlekedés átalakításának koncepciója elkészült, ám a mai napig nem történt érdemi változás.
A Posta elnökeként 2011-ben Geszti Lászlót kérte fel a vezérigazgatói feladat ellátására, akivel közösen elindították a Posta kereskedelmi szervezetté való átalakítását és felkészítették a céget a postapiac teljes liberalizációjára. A vezetői szintek csökkentése, a sales tevékenység központosítása, a postashop-ok kialakítása, és a levél és csomagkövető rendszer bevezetése mellett a pénzforgalmi területen befektetési szolgáltató társaságot alakítva, az új értékpapír rendszer segítségével lehetővé tették a Posta önálló megjelenését.

## Sajtómegjelenések
Az MNV vezérigazgatójaként 2010 nyarán az Origo-nak adott interjút valamint a Kossuth Rádió reggeli műsorában volt egyszer hallható. Ezt követően kizárólag karitatív- és sport ügyekben (Segítő vásár, Rehab cégek, Nemzetközi Gyermekmentő szolgálat, illetve Debreceni Stadion) szólalt meg, míg a Posta elnökeként kizárólag bélyegkibocsájtási- és filatéliai események résztvevője.
2011 decemberében a sajtó egyik esélyesként nevezte meg Fellegi Tamás utódaként a Nemzeti Fejlesztési Minisztérium (NFM) élére. Az MNV vezérigazgatói posztjáról 2012. december 31-én, közös megegyezéssel távozott.

## Társasági tagság (válogatás)
- CEECSDA[4] alapító főtitkára;
- AFM elnöke;
- ECSDA és az EACH Management Committee tagja;
- AMCHAM SME Bizottságának elnöke;
- Magyar Kosárlabda Szövetség elnökségének tagja.
- Friends of Hungary Felügyelő Bizottsági tag

## Díjak, elismerések
- „Solution of the Year 2000” Díj (az EAI Journal díja)